# Acanthomunna agassizi
Acanthomunna agassizi is een pissebed uit de familie Dendrotionidae. De wetenschappelijke naam van de soort is voor het eerst geldig gepubliceerd in 2004 door George.